# Searles (Minnesota)
Pour les articles homonymes, voir Searles.
Searles est une census-designated place située dans le comté de Brown, dans l’État du Minnesota, aux États-Unis. Lors du recensement de 2020, elle comptait 192 habitants.